# Mistrovství světa v ledním hokeji žen 2003
Mistrovství světa v ledním hokeji žen 2003 se mělo konat od 4. března do 9. března 2003 v čínském městě Peking. Z důvodu šířící se nákazy SARS byl však hlavní turnaj zrušen.

## Hrací formát turnaje
Osm účastníků turnaje mělo být rozděleno na dvě čtyřčlenné skupiny. Zde by týmy sehráli v rámci své skupiny jeden zápas každý s každým. První dva týmy s nejvíce body by postoupily dále do medailových kol, kdežto zbylé dva by hráli o konečné umístění v tabulce.

## Skupina A

### Tabulka
| Tým       |
| --------- |
| Kanada    |
| Finsko    |
| Německo   |
| Švýcarsko |

## Skupina B

### Tabulka
| Tým     |
| ------- |
| USA     |
| Rusko   |
| Čína    |
| Švédsko |

Z důvodů nekonání hlavního turnaje, nebyl určen ani tým sestupující do 1. divize. Proto se hlavní turnaj pro příští rok rozšířil o tým z Japonska, který vyhrál 1. divizi.

## 1. divize
První divize se konala od 9. do 15. března 2003 v lotyšském Ventspils. Vítězem divize se stalo Japonsko, které postoupilo do hlavního turnaje pro příští mistrovství. Sestup z 1. divize byl pozastaven z důvodu rozšíření hlavního turnaje z osmi na devět týmů.

### Konečné pořadí
| Místo | Tým           |
| ----- | ------------- |
| 1.    | Japonsko      |
| 2.    | Kazachstán    |
| 3.    | Česko         |
| 4.    | Francie       |
| 5.    | Lotyšsko      |
| 6.    | Severní Korea |

### Zápasy
| 9. března, 2003 | Severní Korea | 2 – 6 (0-3, 1-2, 1-1) | Japonsko |  |  |

| 9. března, 2003 | Lotyšsko | 1 – 6 (0-1, 0-3, 1-2) | Kazachstán |  |  |

| 9. března, 2003 | Francie | 1 – 4 (0-3, 0-0, 1-1) | Česko |  |  |

| 10. března, 2003 | Kazachstán | 4 – 1 (0-0, 1-1, 3-0) | Severní Korea |  |  |

| 10. března, 2003 | Japonsko | 2 – 1 (1-1, 1-0, 0-0) | Francie |  |  |

| 10. března, 2003 | Česko | 2 – 1 (2-0, 0-1, 0-0) | Lotyšsko |  |  |

| 12. března, 2003 | Kazachstán | 3 – 3 (2-1, 0-0, 1-2) | Francie |  |  |

| 12. března, 2003 | Japonsko | 8 – 3 (2-0, 4-1, 2-2) | Česko |  |  |

| 12. března, 2003 | Lotyšsko | 5 – 2 (4-1, 0-1, 1-0) | Severní Korea |  |  |

| 13. března, 2003 | Česko | 0 – 7 (0-4, 0-2, 0-1) | Kazachstán |  |  |

| 13. března, 2003 | Severní Korea | 0 – 3 (0-2, 0-1, 0-0) | Francie |  |  |

| 13. března, 2003 | Japonsko | 5 – 0 (1-0, 2-0, 2-0) | Lotyšsko |  |  |

| 15. března, 2003 | Česko | 6 – 5 (3-1, 3-2, 0-2) | Severní Korea |  |  |

| 15. března, 2003 | Francie | 1 – 0 (1-0, 0-0, 0-0) | Lotyšsko |  |  |

| 15. března, 2003 | Kazachstán | 0 – 2 (0-1, 0-1, 0-0) | Japonsko |  |  |

## 2. divize
Druhá divize se konala od 31. března do 6. dubna 2003 ve italském Lecco. Vítězem divize se stalo Norsko, které postoupilo do 1. divize pro příští mistrovství. Sestup z 2. divize byl pozastaven z důvodu rozšíření hlavního turnaje z osmi na devět týmů.

### Konečné pořadí
| Místo | Tým            |
| ----- | -------------- |
| 1.    | Norsko         |
| 2.    | Dánsko         |
| 3.    | Slovensko      |
| 4.    | Itálie         |
| 5.    | Nizozemsko     |
| 6.    | Velká Británie |

### Zápasy
| 31. března, 2003 | Velká Británie | 1 – 8 (0-5, 0-3, 1-0) | Slovensko |  |  |

| 31. března, 2003 | Dánsko | 4 – 1 (2-1, 2-0, 0-0) | Nizozemsko |  |  |

| 31. března, 2003 | Itálie | 2 – 4 (2-2, 0-1, 0-1) | Norsko |  |  |

| 1. dubna, 2003 | Slovensko | 1 – 2 (0-1, 1-0, 0-1) | Dánsko |  |  |

| 1. dubna, 2003 | Nizozemsko | 0 – 3 (0-1, 0-1, 0-1) | Itálie |  |  |

| 1. dubna, 2003 | Norsko | 8 – 3 (1-0, 5-1, 2-2) | Velká Británie |  |  |

| 3. dubna, 2003 | Velká Británie | 4 – 4 (1-0, 1-2, 2-2) | Dánsko |  |  |

| 3. dubna, 2003 | Nizozemsko | 1 – 7 (0-2, 0-3, 1-2) | Norsko |  |  |

| 3. dubna, 2003 | Slovensko | 10 – 0 (3-0, 2-0, 5-0) | Itálie |  |  |

| 4. dubna, 2003 | Norsko | 2 – 2 (1-0, 1-1, 0-1) | Slovensko |  |  |

| 4. dubna, 2003 | Dánsko | 5 – 4 (1-1, 2-2, 2-1) | Itálie |  |  |

| 4. dubna, 2003 | Nizozemsko | 4 – 2 (2-0, 1-2, 1-0) | Velká Británie |  |  |

| 6. dubna, 2003 | Slovensko | 2 – 2 (0-1, 2-0, 0-1) | Nizozemsko |  |  |

| 6. dubna, 2003 | Norsko | 3 – 1 (0-1, 1-0, 2-0) | Dánsko |  |  |

| 6. dubna, 2003 | Itálie | 4 – 2 (0-0, 4-0, 0-2) | Velká Británie |  |  |

## 3. divize
Třetí divize se konala od 25. do 31. března 2003 ve slovinském Mariboru. Vítězem divize se stala Austrálie, které postoupilo do 2. divize pro příští mistrovství. Sestup z 3. divize byl pozastaven z důvodu rozšíření hlavního turnaje z osmi na devět týmů.

### Konečné pořadí
| Místo | Tým       |
| ----- | --------- |
| 1.    | Austrálie |
| 2.    | Slovinsko |
| 3.    | Belgie    |
| 4.    | Maďarsko  |
| 5.    | JAR       |
| 6.    | Rumunsko  |

### Zápasy
| 25. března, 2003 | Maďarsko | 0 – 2 (0-0, 0-1, 0-1) | Belgie |  |  |

| 25. března, 2003 | Rumunsko | 6 – 1 (3-0, 2-0, 1-1) | JAR |  |  |

| 25. března, 2003 | Slovinsko | 4 – 4 (2-1, 1-3, 1-0) | Austrálie |  |  |

| 26. března, 2003 | Austrálie | 7 – 0 (3-0, 3-0, 1-0) | Maďarsko |  |  |

| 26. března, 2003 | Belgie | 3 – 1 (0-1, 3-0, 0-0) | Rumunsko |  |  |

| 26. března, 2003 | JAR | 1 – 6 (0-2, 1-1, 0-3) | Slovinsko |  |  |

| 28. března, 2003 | Belgie | 1 – 3 (0-1, 0-1, 1-1) | JAR |  |  |

| 28. března, 2003 | Austrálie | 9 – 1 (2-0, 1-1, 6-0) | Rumunsko |  |  |

| 28. března, 2003 | Slovinsko | 1 – 0 (1-0, 0-0, 0-0) | Maďarsko |  |  |

| 29. března, 2003 | JAR | 0 – 8 (0-2, 0-2, 0-4) | Austrálie |  |  |

| 29. března, 2003 | Maďarsko | 3 – 2 (0-0, 1-0, 2-2) | Rumunsko |  |  |

| 29. března, 2003 | Belgie | 2 – 2 (0-0, 2-1, 0-1) | Slovinsko |  |  |

| 31. března, 2003 | JAR | 2 – 2 (0-0, 2-2, 0-0) | Maďarsko |  |  |

| 31. března, 2003 | Austrálie | 6 – 2 (3-0, 2-1, 1-1) | Belgie |  |  |

| 31. března, 2003 | Rumunsko | 1 – 7 (0-2, 1-2, 0-3) | Slovinsko |  |  |